# کفشدوزک ۲۲ خال
کفشدوزک ۲۲ خال (نام علمی: Psyllobora vigintiduopunctata) کفشدوزکی است با طول ۳ تا ۵ میلی متر که عمدتاً" در اروپا زندگی می‌کند. برخلاف اکثرِ کفشدوزکها، غذای این کفشدوزک شته نیست بلکه از سفیدک تغذیه می‌کند.

## پانویس

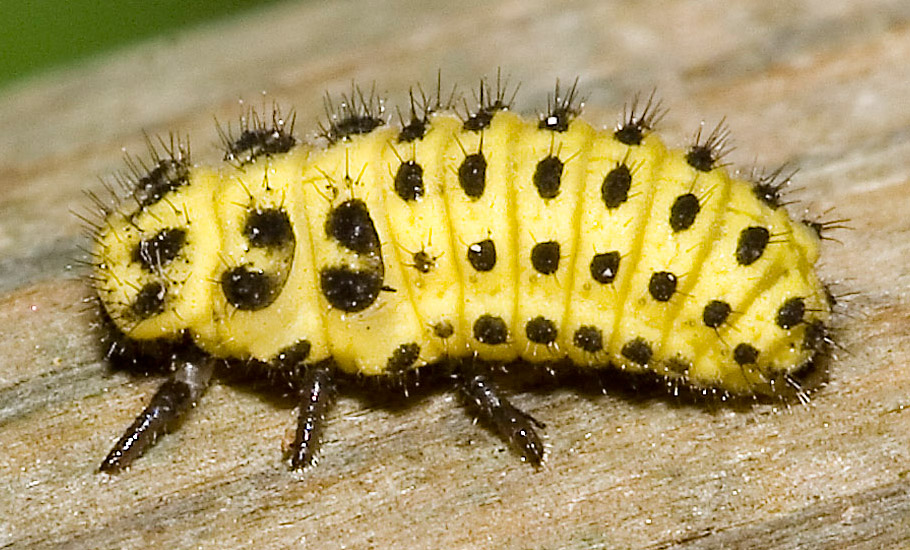
لارو